# پاتریک بیک
پاتریک بیک (انگلیسی: Patrick Bick؛ زادهٔ ۱۲ مارس ۱۹۷۷) بازیکن فوتبال اهل آلمان است.
از باشگاه‌هایی که در آن بازی کرده‌است می‌توان به باشگاه فوتبال آگسبورگ، باشگاه فوتبال لایپزیگ، باشگاه فوتبال زاربروکن، باشگاه فوتبال وهن ویسبادن، و باشگاه فوتبال آینتراخت برانشوایگ اشاره کرد.